# Parnassius behrii
Parnassius behrii is een dagvlinder uit de familie Papilionidae, de pages.
De spanwijdte varieert van 49 tot 53 millimeter.